# Fritz Heimhuber senior
Fritz Heimhuber senior (* 1877; † 1963) war ein deutscher Fotograf und Skipionier.

## Leben
Fritz Heimhuber senior war ein Sohn des königlich bayerischen Hoffotografen Joseph Heimhuber. Er begann im Alter von 13 Jahren eine dreijährige Fotografenlehre und wurde später, wie auch sein Bruder Eugen, erst Gehilfe und dann Geschäftsführer im Geschäft seines Vaters. Nachdem Fritz und Eugen Heimhuber in ihrem Beruf Fuß gefasst hatten, wurde die Firma unter dem Namen Photospezialgeschäft-Photoatelier-Ansichtpostkarten-Verlag en gros & en detail Fritz und Eugen Heimhuber Sonthofen-Oberstdorf Sitz Oberstdorf im Handelsregister eingetragen.
Fritz Heimhuber war allerdings nicht nur als Fotograf tätig, sondern betätigte sich auch als Alpinist, Skipionier und Erfinder. Er meldete mehrere Erfindungen zum Patent an, unter anderem einen Skistock-Teller aus Metall. Seine erste Skiausrüstung baute er sich, angeblich inspiriert durch Fridtjof Nansen, 1897 noch selbst; später betätigte er sich im sogenannten „Skihäusl“ in Sonthofen als Skifabrikant und stellte seine Produkte auf Wintersportmessen vor. Vier Jahre nach dem Bau seiner ersten Skiausrüstung gelang ihm zusammen mit Hofrat Dr. Max Madlener aus Kempten  die Erstbegehung des Nebelhorns auf Skiern; später waren Fritz und Eugen Heimhuber auch noch an vielen weiteren Ski-Erstbegehungen von Allgäuer Bergen beteiligt. 1910 boten sie die ersten Skikurse im Allgäu an. Viele Objekte im Skimuseum in Fischen stammen aus dem Besitz der Gebrüder Heimhuber.
1904 heiratete Fritz Heimhuber Luise Althaus, eine Enkelin von Johann Althaus. Luise Heimhuber kümmerte sich um das Fotogeschäft in Sonthofen, wenn ihr Mann mit seiner Skifabrikation oder seinen Ausflügen in die Berge beschäftigt war.
1938 eröffneten Fritz und Eugen Heimhuber das erste Colorlabor im Allgäu.
Fritz Heimhuber senior war der Vater von Fritz Heimhuber junior, einem der bekanntesten Bergfotografen seiner Zeit. Dieser trat 1948 als Gesellschafter in das Geschäft ein. Er fotografierte unter anderem auf Touren mit Luis Trenker und Anderl Heckmair.
Peter Fassl bezeichnete die rund 300.000 Negative, die sich in den Jahren 1877 bis etwa 1950 im Fotohaus Heimhuber ansammelten und in der Hauptsache von Fritz Heimhuber senior und seinem Bruder Eugen stammen dürften, als „das kulturgeschichtliche Gedächtnis des Allgäus.“ Im Jahr 2012 waren Heimhuber-Fotografien in mehreren Ausstellungen zu sehen.